# 118P/Shoemaker-Levy
La cometa Shoemaker-Levy 4, formalmente 118P/Shoemaker-Levy, è una cometa periodica appartenente alla famiglia delle comete gioviane: la cometa è la quarta cometa periodica di nove scoperta dal terzetto Eugene Shoemaker, Carolyn Jean Spellmann Shoemaker e David Levy (il terzetto ha scoperto anche altre quattro comete non periodiche).
La cometa è stata scoperta il 9 febbraio 1991, a seguito della riscoperta avvenuta il 22 giugno 1995 ha ricevuto la numerazione definitiva.